# 韦尔特梅克斯
韦尔特梅克斯（法語：Verthemex，法語發音：[vɛʁtəmɛks]）是法国萨瓦省的一个市镇，属于尚贝里区。

## 地理
韦尔特梅克斯（45°37'46"N, 5°47'22"E）面积9.28 平方千米，位于法国奥弗涅-罗讷-阿尔卑斯大区萨瓦省，该省份为法国东部省份，历史上为薩伏依的一部分，北起上萨瓦省，西接伊泽尔省和安省，南部和东部与上阿尔卑斯省和意大利接壤。
与韦尔特梅克斯接壤的市镇（或旧市镇、城区）包括：滨湖勒布尔歇、马尔雪、拉莫特塞沃莱克斯。
韦尔特梅克斯的时区为UTC+01:00、UTC+02:00（夏令时）。

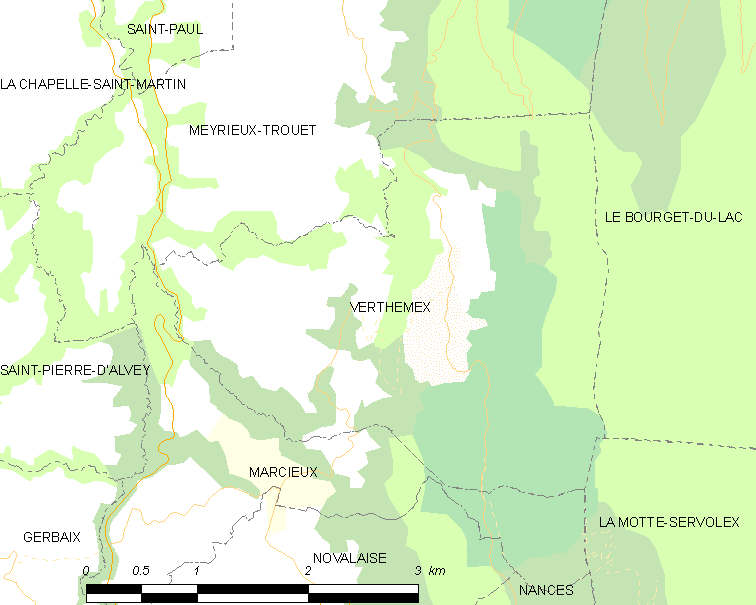
韦尔特梅克斯的OSM定位图

## 行政
韦尔特梅克斯的邮政编码为73170，INSEE市镇编码为73313。

## 政治
韦尔特梅克斯所属的省级选区为萨瓦比热县。

## 人口

1962-2008年间韦尔特梅克斯人口变化图示

韦尔特梅克斯于2022年1月1日时的人口数量为240人。